# Borghetto di Vara
Borghétto di Vara (O Borgheto in ligure e nella variante locale) è un comune italiano di 900 abitanti della provincia della Spezia in Liguria.

## Geografia fisica
Il territorio borghettino è situato nel fondovalle alla confluenza del torrente Pogliaschina nel fiume Vara. Assieme ad altri 18 comuni fa parte del Parco naturale regionale di Montemarcello-Magra-Vara.

## Storia

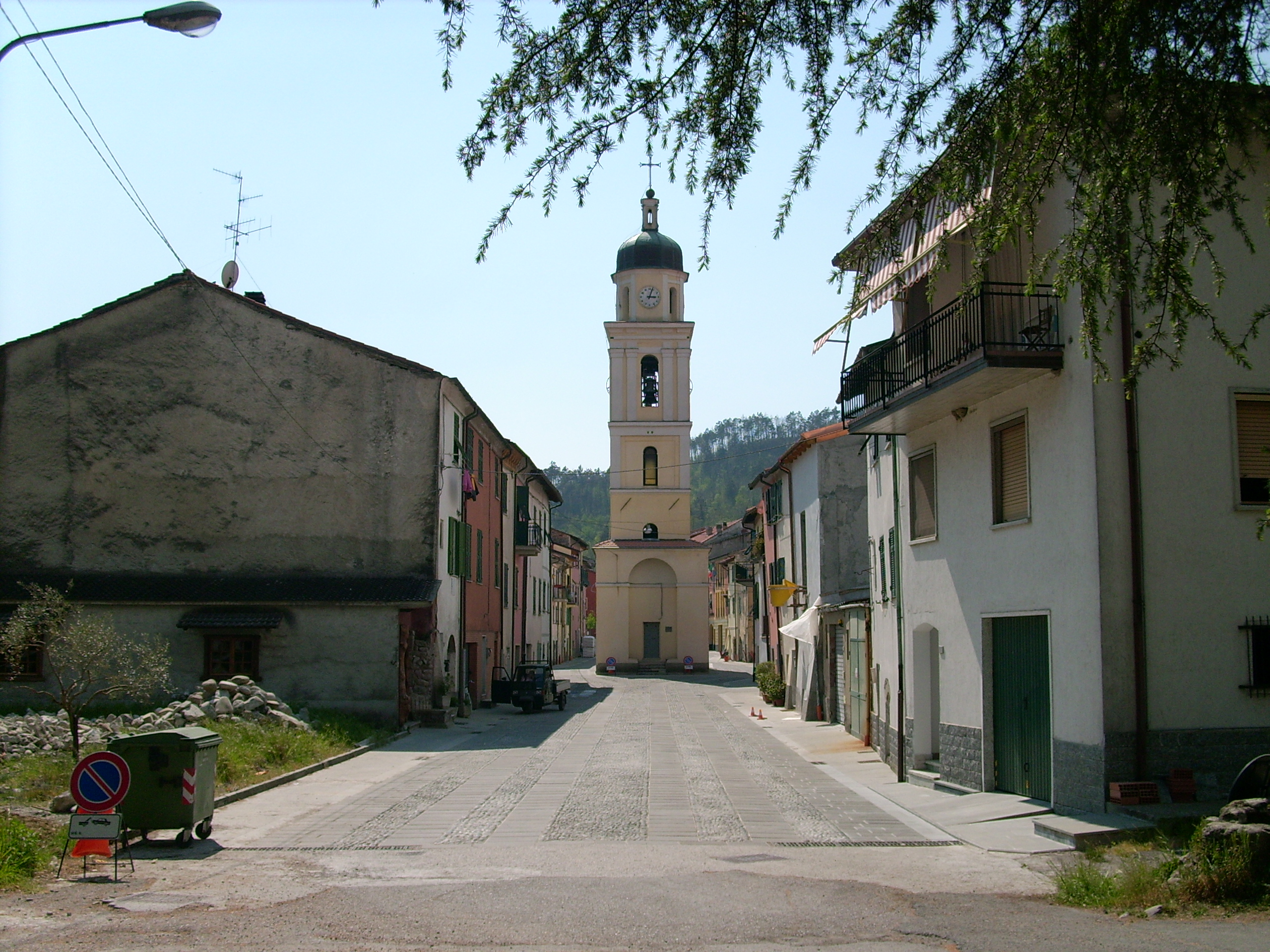
Il campanile della chiesa di San Carlo Borromeo svettante nel centro storico

Antica mansio in epoca romana per il rifornimento e il soggiorno, la fondazione del centro urbano risalirebbe al XIII secolo quando abitanti della vicina Brugnato emigrarono in questa zona costituendo un primo nucleo commerciale lungo la via regia postale che dalla Spezia conduceva a Genova. Il borgo costituiva anche una tappa della medievale Via dei Monti, percorsa da pellegrini e da mercanti e che collegava l'approdo di Levanto a Pontremoli e alla Lunigiana.
Il borgo fu a lungo conteso tra la diocesi di Luni e quella diocesi di Brugnato e proprio quest'ultima, in epoca medievale, edificò due castelli presso il monte Parodi.
L'alleanza con Genova risalirebbe però ad un secolo prima, il XII, quando furono proprio gli uomini di Brugnato a trattare una collaborazione con essa, richiedendo la protezione contro i Malaspina e che portò, dal 1272, ad ottenere da quest'ultima una porzione di territorio presso Ripalta fondando il primo centro fortificato borghettino. 

Ripalta fu pertanto uno dei primi borghi a seguire le sorti genovesi ottenendo dal Comune di Genova particolari privilegi come l'elezione di un proprio podestà o rappresentante locale e, dal 1419, il diritto della cittadinanza genovese. 

Borghetto, invece, dopo essere stato possedimento dei Fieschi prima e dei Malaspina poi, entrò ufficialmente nei domini della Repubblica di Genova dal 1531 sotto la giurisdizione della podesteria di Brugnato e poi, dal 1607, del capitaneato di Brugnato e ancora, dopo la soppressione di quest'ultimo nel 1637, rientrando nei confini del capitaneato di Levanto.
Una nuova riorganizzazione delle vie di comunicazione portarono gli abitanti delle frazioni e località limitrofe a spostarsi nel fondovalle del fiume Vara accrescendo l'importanza strategica di Borghetto.

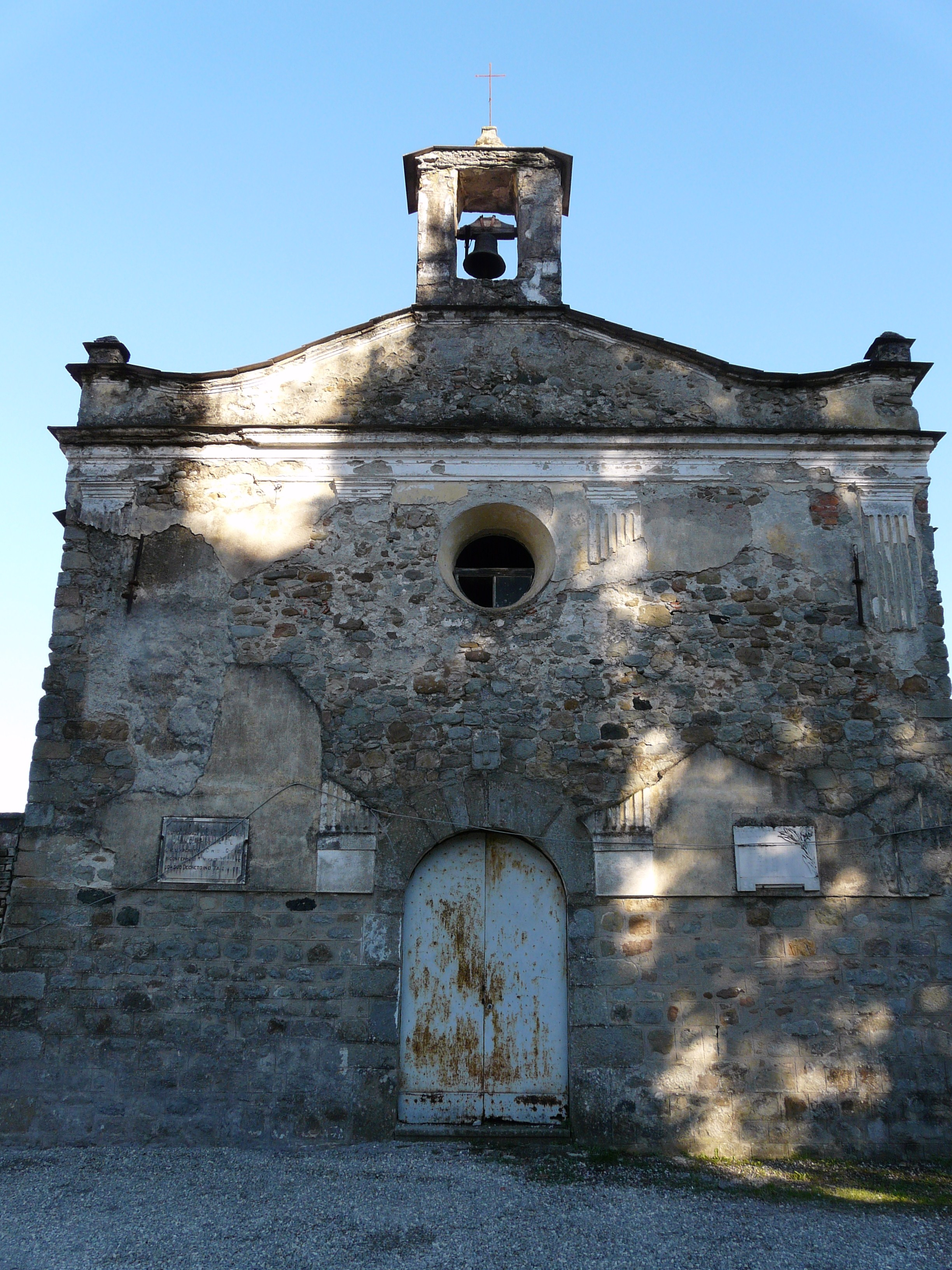
L'antica abbazia dell'Accola

Con la nuova dominazione napoleonica rientrò dal 2 dicembre 1797 nel Dipartimento del Vara, con capoluogo Levanto, all'interno della Repubblica Ligure. Dal 28 aprile 1798 con i nuovi ordinamenti francesi, il territorio di Borghetto di Vara rientrò nel II cantone, capoluogo Brugnato, della Giurisdizione di Mesco. Dal 1803 fu centro principale del V cantone del Golfo del Mesco nella Giurisdizione del Golfo di Venere e dal 13 giugno 1805 al 1814, annesso al Primo Impero francese, inserito nel Dipartimento degli Appennini. È in questo periodo che assorbì le vicine municipalità autonome di Ripalta, L'Ago e Pogliasca, mentre Cassana venne ceduta nel 1841 dal comune di Pignone.
L'11 luglio 1809 è segnalato negli archivi storici il passaggio da Borghetto di papa Pio VII, prigioniero delle truppe napoleoniche. Nelle celebrazioni storiche e religiose che si sono svolte a duecento anni dall'evento, l'11 luglio 2009, è stata collocata una lapide sulla facciata della casa ove il pontefice riposò. Durante il corteo il vescovo monsignor Francesco Moraglia ha camminato sotto un prezioso baldacchino che Pio VII, dopo il suo ritorno a Roma, inviò in dono alla locale parrocchia in segno di gratitudine per l'accoglienza ricevuta mentre era prigioniero.
Nel 1815 fu inglobato nella provincia di Levante del Regno di Sardegna, così come stabilì il Congresso di Vienna del 1814, e successivamente nel Regno d'Italia dal 1861. Nel 1863 assunse l'odierna denominazione di "Borghetto di Vara" per distinguersi da altre omonime località del regno. Dal 1859 al 1927 il territorio fu compreso nel VI mandamento di Levanto del circondario di Levante facente parte della provincia di Genova prima e, con l'istituzione nel 1923, della provincia della Spezia poi.
Durante le fasi finali della seconda guerra mondiale, nel 1944, subì un grave bombardamento aereo da parte degli Alleati anglo-americani che causò, oltre alla morte e il ferimento di alcuni abitanti, la distruzione della seicentesca chiesa parrocchiale di San Carlo Borromeo di cui resta, svettante sul borgo, il campanile. Recentemente sono stati avviati diversi interventi di restauro per il recupero dell'antico borgo storico borghettino.
La costruzione dei più veloci collegamenti ferroviari e stradali - la ferrovia tirrenica Genova-Roma fu completata nel 1874 mentre l'autostrada A12 venne aperta nel 1970 - causò quasi inevitabilmente un calo dei traffici e l'importanza commerciale di Borghetto principalmente legati alla sola Via Aurelia.
Dal 1973 al 31 dicembre 2008 ha fatto parte della Comunità montana della Media e Bassa Val di Vara e, con le nuove disposizioni della Legge Regionale nº 24 del 4 luglio 2008, ha fatto parte fino al 2011 della Comunità montana Val di Vara.
Il 25 ottobre 2011 una violenta perturbazione ha colpito il levante ligure (bassa e media val di Vara, val di Magra e Cinque Terre) e la Lunigiana (provincia di Massa-Carrara) con esondazioni, danni, vittime e dispersi in diverse località del territorio ligure e toscano. Tra i comuni più colpiti c'è anche Borghetto di Vara (e la frazione di Cassana) dove l'esondazione del torrente Pogliaschina ha provocato la morte di 6 persone (vittime ufficializzate dalla prefettura della Spezia) e molteplici danni alle abitazioni, alle attività commerciali, ai collegamenti stradali e agli impianti elettrici, idrici e gas valutati, secondo una prima stima del sindaco borghettino, di oltre 50 milioni di euro.

### Simboli
Stemma
Gonfalone

## Monumenti e luoghi d'interesse

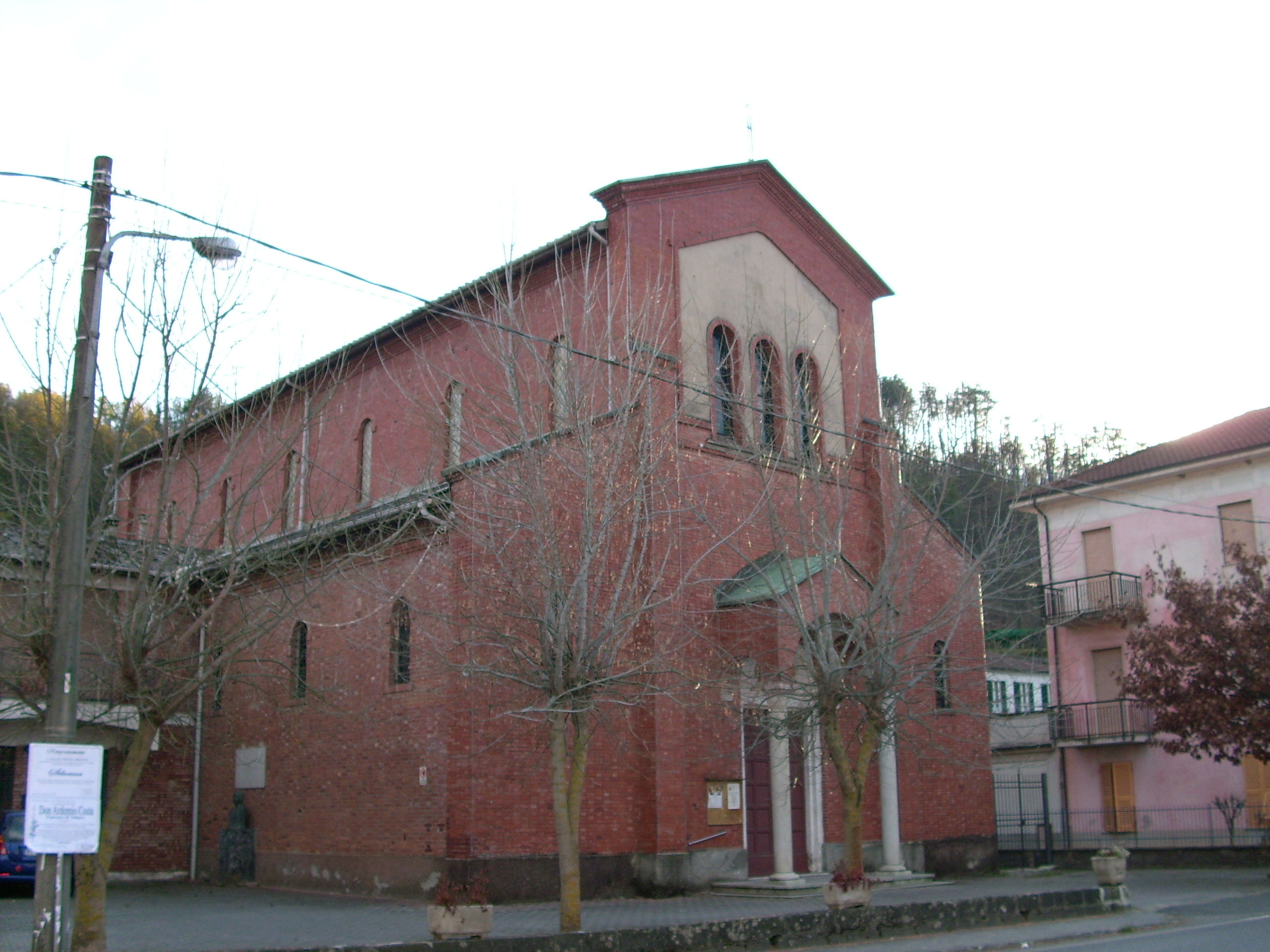
La chiesa parrocchiale del Sacro Cuore di Gesù poco fuori dal centro storico di Borghetto

### Architetture religiose
- Ex Chiesa Arcipretale di San Carlo Borromeo nel capoluogo. Edificata tra il 1615 e il 1618 in una zona centrale del paese detta Sogiora[12] (oggi Piazza Umberto I) in occasione dello smembramento del territorio di Borghetto dalla parrocchia di Ripalta; la scelta del santo patrono venne effettuata attraverso un curioso metodo: vennero accese molte candele, ognuna corrispondente ad un determinato santo, aggiudicando il patrono all'ultima che si sarebbe spenta, che fu appunto quella assegnata a San Carlo Borromeo.[12][13] La prima messa venne officiata solennemente l'8 ottobre 1618 e l'anno successivo fu eretta parrocchia. Dal 1943, durante la seconda guerra mondiale, nei sotterranei della chiesa furono temporaneamente custoditi circa 35.000 volumi appartenenti alla Biblioteca "U. Mazzini" della Spezia, andati distrutti durante un violento bombardamento aereo del 1944 che distrusse in parte anche il borgo storico;[14] la chiesa riportò ingenti lesioni a causa dell'incendio divampato e ne fu decisa la demolizione.[15] Restano oggi visibili l'abside e il campanile della chiesa, svettante sull'abitato e databile anch'esso al Seicento.[16]
- Chiesa parrocchiale del Sacro Cuore di Gesù nel capoluogo. Edificata tra il 1926 e il 1937 lungo la via Aurelia, fuori del centro storico, venne consacrata nel 1937 dal vescovo Giovanni Costantini, e andò a sostituire la precedente parrocchiale di San Carlo Borromeo, ritenuta troppo piccola per l'aumentata popolazione ed in seguito distrutta dai bombardamenti.[16]
- Abbazia di Santa Maria Assunta della Corte dell'Accola nel capoluogo. Esistente già nell'anno 881, l'odierna struttura fu eretta molto probabilmente nel 1482 conservandone però le antiche tracce della preesistente struttura. Conserva al suo interno, oltre ad un altare del 1482, due cicli di affreschi raffiguranti la Madonna col Bambino e i santi Giovanni Battista, Antonio abate e Sebastiano e la Madonna Addolorata e santi databili alla fine del XVII secolo e l'inizio del XVIII secolo.
- Chiesa della Madonna della Castagna nella frazione di Boccapignone. Appartiene alla parrocchia di San Nicola in Ripalta e venne in origine eretta sul luogo di un'apparizione mariana, poi distrutta dalla grande alluvione del 1752 e ricostruita a poca distanza in luogo più sicuro.

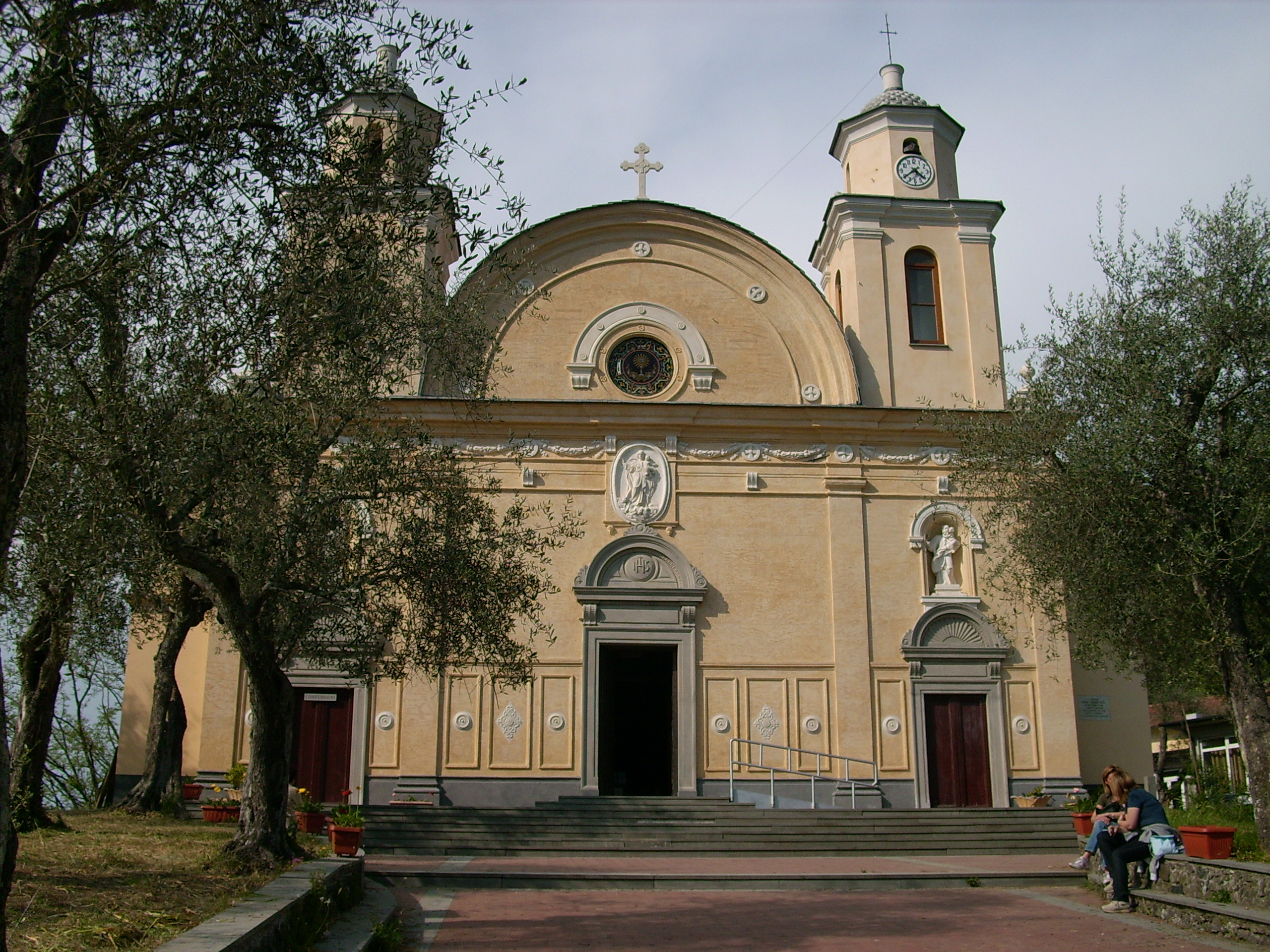
Il santuario di Nostra Signora di Roverano nella frazione di Termine di Roverano

- Chiesa parrocchiale di San Michele Arcangelo nella frazione di Cassana. Edificata sui resti di una preesistente struttura in stile romanico, conserva un trittico datato al 1555 e attribuito al pittore Nicolò Vespesiano; un quadro del pittore di origini locali Giovanni Francesco Cassana (1611-1690); una pala d'altare su tela, riferibile alla fine del XVI secolo, dietro alla quale fu ritrovato, in occasione del restauro (1995), un frammento di dipinto murale firmato da Antonio da Carpena detto "il Carpenino" (custodito presso il museo diocesano della Spezia).
- Chiesa di Santa Maria della Foce nella frazione di Cassana. Conserva una statua dell'Immacolata, donata dalla famiglia Lomellini e, secondo la tradizione, proveniente dalla polena di una nave genovese vittoriosa in memorabile battaglia.
- Oratorio di San Rocco nella frazione di Cassana.

- Chiesa parrocchiale di Sant'Andrea apostolo nella frazione di L'Ago.
- Chiesa matrice del Santissimo Salvatore nella località di Ortara. Esisteva un tempo nell'omonima località, posta sull'antica via romana, ed era la prima chiesa di questi luoghi. Ne rimangono pochi resti, totalmente sommersi dalla vegetazione.
- Chiesa parrocchiale di San Maurizio martire nella frazione di Pogliasca. Risalente alla fine del XVII secolo la sua edificazione, così come attesta l'iscrizione sull'architrave della porta principale, potrebbe essere avvenuta nel 1671;
- Chiesa di Nostra Signora del Poggiolo nella frazione di Pogliasca.
- Oratorio di San Rocco nella frazione di Pogliasca.
- Chiesa parrocchiale di San Nicolò di Bari, nella frazione di Ripalta, citato in un diploma di Carlo il Grosso. L'attuale chiesa fu ricostruita sulle fondamenta dell'antico edificio romanico di cui rimane visibile l'originario battistero. Al suo interno, oltre ad immagini sacre dell'abbandonato ospitale di Boccapignone dei Padri olivetani dell'ordine di San Benedetto, custodisce una vasca battesimale dell'antica chiesa di San Salvatore di Ortara tra Boccapignone e Ripalta.
- Santuario di Nostra Signora di Roverano nella frazione di Termine di Roverano.

### Aree naturali
- Grotte di Ginepro e Cassana dove in quest'ultima furono ritrovati, durante la prima esplorazione nel 1824, le probabili tracce dell'Uomo di Neanderthal nonché fossili di animali.

## Società

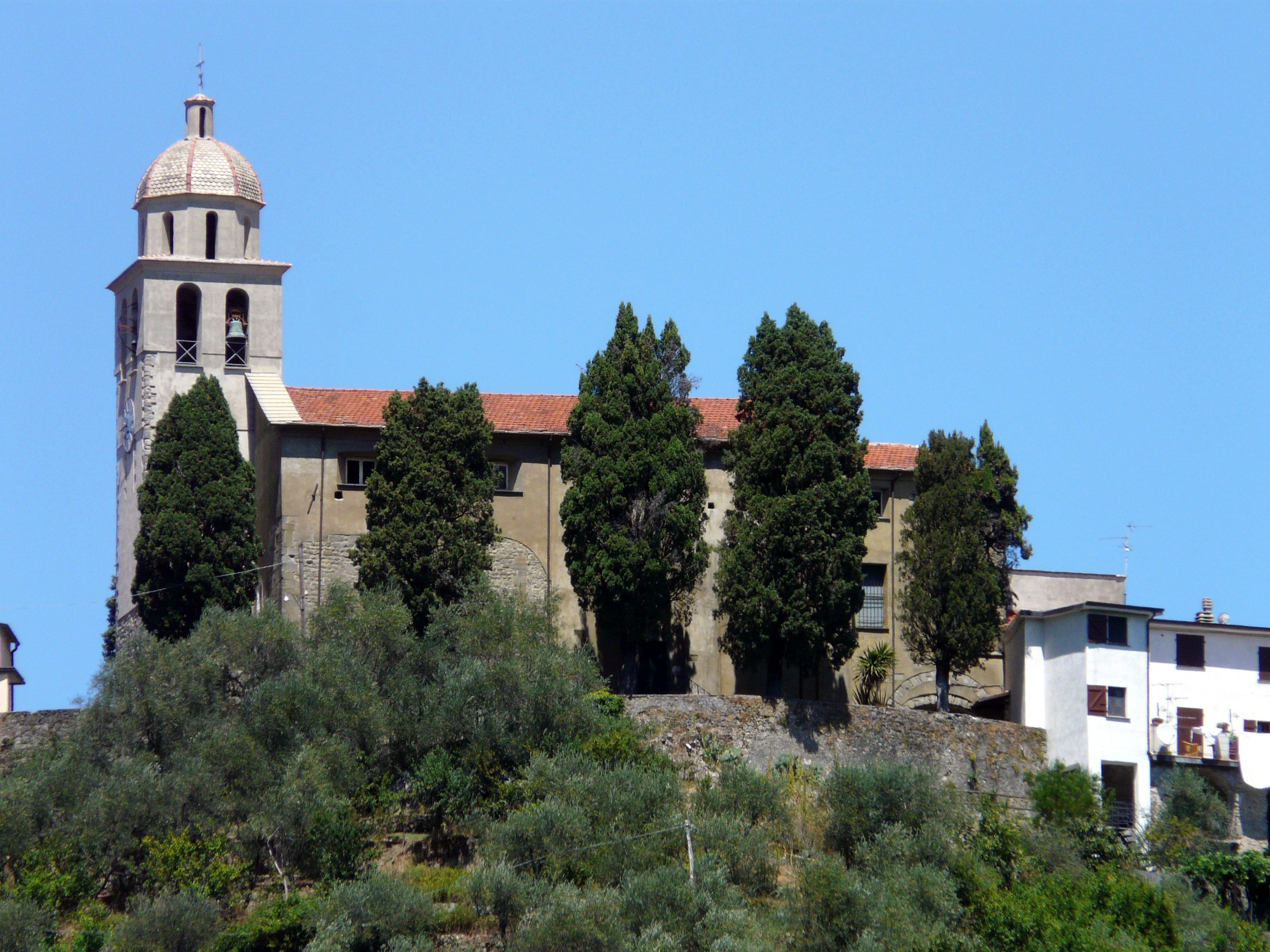
La chiesa di San Michele a Cassana

### Evoluzione demografica
Abitanti censiti

### Etnie e minoranze straniere
Secondo i dati Istat al 31 dicembre 2019, i cittadini stranieri residenti a Borghetto di Vara sono 74, così suddivisi per nazionalità, elencando per le presenze più significative:
1. Romania, 30

## Cultura
Il 25 settembre 1912, durante il viaggio stradale tra Coltano, nel pisano, e Genova, il noto inventore bolognese Guglielmo Marconi fu vittima di un incidente automobilistico nei pressi del centro abitato di Borghetto. Lo scontro tra la Fiat 50 HP, guidata da Marconi, e una Isotta Fraschini HP guidata dal commendatore Beltrami, gli provocò una grave ferita all'occhio destro e varie contusioni al petto. Dopo le prime cure prestate sul luogo, Marconi fu trasportato presso l'ospedale militare della Spezia dove i medici gli asportarono l'occhio irreparabilmente compromesso. Gli altri passeggeri delle due auto, tra cui la stessa moglie di Marconi, subirono danni lievi.

### Cucina
Nella frazione di L'Ago si conserva una delle più importanti biodiversità della provincia spezzina denominato pisello nero, nel termine dialettale pesela. È un legume riconosciuto da moltissimi studi (scuola Superiore Sant'Anna di Pisa, progetto pilota della montagna spezzina) come varietà autoctona.
Un progetto di valorizzazione predisposto dal Comune e dalla provincia, porterà alla costituzione del presidio slow Food del Pisello nero, utilizzato nella cucina locale per la preparazione di minestre. Per tale occasione viene organizzata una sagra paesana per san Giovanni Battista.
Tipici del luogo e preparati nella festività dedicata alla castagna sono i prodotti gastronomici denominati cian, cacin e il pan martin. Il primo, simile alla crêpe, è preparato con farina di castagna, mentre il secondo prevede come ingredienti di base sempre la farina di castagna ma amalgamata con l'acqua e cotta nei tipici "testi" di terracotta; il pan martin viene invece preparato con le farine di castagna e di noce assieme. Caratteristico del luogo è anche il castagnaccio cotto al forno.

## Geografia antropica
Il comune è costituito, oltre al capoluogo, dalle sei frazioni di Boccapignone, Cassana, L'Ago, Pogliasca, Ripalta e Termine di Roverano per un totale di 27,34 km². Confina a nord con i comuni di Carrodano, Sesta Godano e Brugnato, a sud con Levanto, Pignone e Beverino, ad ovest con Carrodano e Levanto e ad est con Brugnato, Rocchetta di Vara e Beverino.

## Economia
Il territorio comunale non presenta significativi elementi di produttività. L'agricoltura locale è per lo più praticata a livello familiare, sono presenti aziende di tipo agrituristico.

## Infrastrutture e trasporti

### Strade
Il centro di Borghetto di Vara è attraversato principalmente dalla strada statale 1 Via Aurelia e dalla strada provinciale 566 di Val di Vara; la prima gli permette il collegamento stradale con Carrodano, ad ovest, e Beverino ad est; la seconda la collega, a nord, con Brugnato. Ulteriori collegamenti viari del territorio sono la provinciale 34, per raggiungere il centro di Pignone, e la provinciale 35 passante per la frazione di Cassana.

### Mobilità urbana
Dai comuni di La Spezia e Levanto un servizio di trasporto pubblico locale gestito dall'ATC garantisce quotidiani collegamenti bus con Borghetto di Vara e per le altre località del territorio comunale.

## Amministrazione

Il palazzo municipale nel centro storico

| Periodo        | Periodo        | Primo cittadino               | Partito                                           | Carica                   | Note   |
| -------------- | -------------- | ----------------------------- | ------------------------------------------------- | ------------------------ | ------ |
| 1921           | 1926           | Tomaso Ricci                  | Partito Nazionale Fascista                        | Podestà                  |        |
| 1926           | 1927           | Nicola Buano                  |                                                   | Comm. straord.           |        |
| 1927           | 1933           | Tomaso Ricci                  | Partito Nazionale Fascista                        | Podestà                  |        |
| 1933           | 1937           | Ernesto Dighero               | Partito Nazionale Fascista                        | Podestà                  |        |
| 1937           | 1942           | Emilio Croxatto               | Partito Nazionale Fascista                        | Podestà                  |        |
| 1942           | 1942           | Vittorio Pirro                |                                                   | Comm. straord.           |        |
| 1943           | 1943           | Amedeo Ravazzano              |                                                   | Comm. straord.           |        |
| 1944           | 1946           | Carlo Delvigo                 |                                                   | Sindaco                  |        |
| 1946           | 1946           | Luigi Ferrari Ernesto Dighero |                                                   | Municipalità provvisoria |        |
| 1947           | 1950           | Davide Vincenzi               |                                                   | Sindaco                  |        |
| 1951           | 1956           | Nilo Vincenzi                 |                                                   | Sindaco                  |        |
| 1956           | 1960           | Alfredo Perazzo               |                                                   | Sindaco                  |        |
| 1960           | 1965           | Nilo Vincenzi                 |                                                   | Sindaco                  |        |
| 1965           | 24 luglio 1985 | Carlo Delvigo                 | Democrazia Cristiana                              | Sindaco                  |        |
| 24 luglio 1985 | 23 giugno 1990 | Carlo Delvigo                 | Democrazia Cristiana                              | Sindaco                  |        |
| 13 luglio 1990 | 24 aprile 1995 | Carlo Delvigo                 | Democrazia Cristiana                              | Sindaco                  |        |
| 24 aprile 1995 | 14 giugno 1999 | Carlo Delvigo                 | Partito Popolare Italiano                         | Sindaco                  |        |
| 14 giugno 1999 | 16 giugno 2000 | Carlo Delvigo                 | lista civica di centro                            | Sindaco                  | [ 24 ] |
| 16 giugno 2000 | 13 maggio 2001 | Antonio Ferrari               | lista civica di centro                            | Vicesindaco              | [ 25 ] |
| 14 maggio 2001 | 30 maggio 2006 | Piero Croxatto                | lista civica                                      | Sindaco                  |        |
| 30 maggio 2006 | 16 maggio 2011 | Claudio Delvigo               | lista civica                                      | Sindaco                  |        |
| 16 maggio 2011 | 6 giugno 2016  | Fabio Vincenzi                | Borghetto unito (lista civica)                    | Sindaco                  |        |
| 6 giugno 2016  | 4 ottobre 2021 | Claudio Delvigo               | Borghetto rinasce (lista civica di centro-destra) | Sindaco                  |        |
| 4 ottobre 2021 | in carica      | Stefano Coduri                | Uniti per il cambiamento (lista civica)           | Sindaco                  |        |

### Gemellaggi

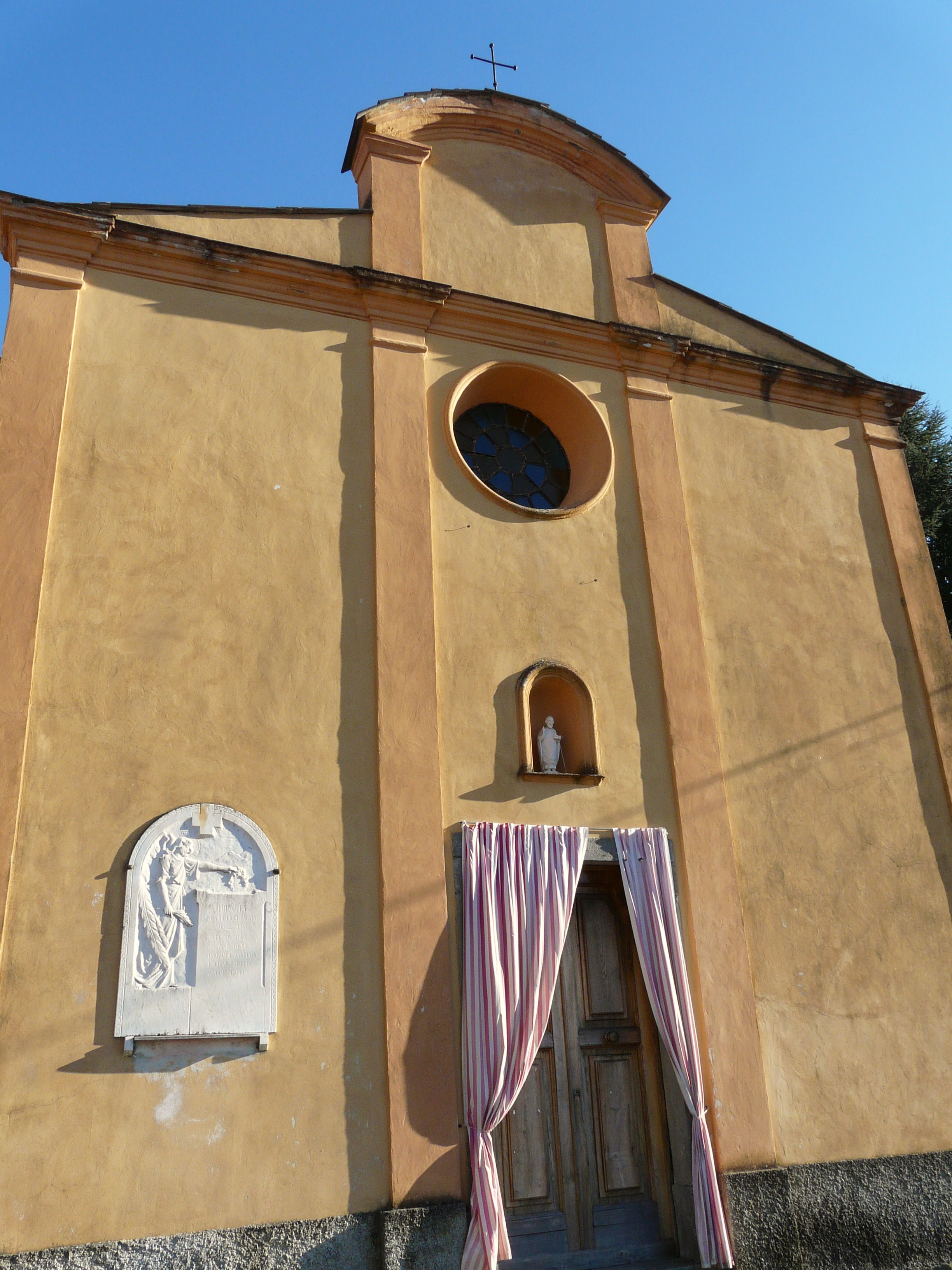
La chiesa parrocchiale di San Nicola di Bari della frazione di Ripalta

Borghetto di Vara è gemellata con:
 Schneckenlohe, dal 1993